# Route nationale 648a
La route nationale 648A ou RN 648A est une ancienne route nationale française reliant Saint-Étienne-de-Baïgorry à la frontière espagnole. À la suite de la réforme de 1972, elle a été déclassée en RD 949.

## Ancien tracé de Saint-Étienne-de-Baïgorry à l'Espagne (D 949)
- Saint-Étienne-de-Baïgorry
- Col d'Ispéguy
- Espagne